# Приче о псима
„Приче о псима” је југословенски ТВ филм из 1974. године. Режирала га је Соја Јовановић а сценарио је написао Јосип Кришковић

## Улоге
| Глумац             | Улога |
| ------------------ | ----- |
| Чедомир Петровић   |       |
| Милена Дапчевић    |       |
| Олга Станисављевић |       |
| Радмила Гутеша     |       |
| Мира Марић         |       |
| Мира Николић       |       |
| Милорад Гагић      |       |
| Станислав Терзин   |       |
| Вељко Маринковић   |       |
| Павле Јовановић    |       |
| Јелена Секулић     |       |